# 시가촌 (나가노현 히가시치쿠마군)
시가촌(四賀村)은 나가노현 중부에 존재했던 촌이다. 2005년 4월 1일 마쓰모토시에 편입되었다.

## 역사
- 1955년 4월 1일 - 니시키베촌, 나카가와촌, 고조촌, 아이다촌이 합병해 성립하였다.
- 2005년 4월 1일 - 마쓰모토시에 편입되었다. 동일 시가촌은 폐지되었다.

## 교통
- 마쓰모토 전기버스
- 마쓰모토 시영버스